# اچ.بی. پارکینسون
هنری براتون پارکینسون (انگلیسی: Henry Broughton Parkinson؛ ۲۹ سپتامبر ۱۸۸۴ – ۱۹ اوت ۱۹۷۰) کارگردان، تهیه‌کننده، و از پیشگامان فیلم بریتانیا بود. او بین سالهای ۱۹۱۸ تا ۱۹۳۰ میلادی ۸۵ فیلم تولید و بین سال‌های ۱۹۲۰ تا ۱۹۲۷ بیش از ۳۰ عنوان فیلم را کارگردانی کرد.